# Arrondissement de Hildburghausen
L'arrondissement de Hildburghausen est un arrondissement  (« Landkreis » en allemand) de Thuringe en (Allemagne). Son chef-lieu est la ville de Hildburghausen.

## Géographie
L'arrondissement de Hildburghausen est situé à l'extrême sud du land de Thuringe, à la limite avec la Bavière. Le relief est constitué de collines dans ses parties sud et ouest et de moyennes montagnes au nord et à l'est, à la limite entre la forêt de Thuringe à l'ouest et les monts de Thuringe à l'est. Il fait partie de la région de planification du Sud-Ouest dans le land de Thuringe.
Son point culminant est le Neuhäuser Hügel dans la Forêt de Thuringe avec une altitude de 890 m. Le mont Bleßberg est le point culminant des Monts de Thuringe avec une altitude de 865 m. La commune la plus haute est Masserberg (803 m), la plus basse, Bad Colberg-Heldburg (279 m au village de Lindenau).
L'arrondissement est structuré autour de la vallée du cours supérieur de la Werra qui forme la Weser à partir de Fulda et de son affluent la Schleuse. Il se trouve sur la ligne de partage des eaux entre les bassins de l'Elbe par la Schwarza et la Saale, de la Weser et du Rhin par le Main et ses affluents qui prennent leur source dans l'arrondissement : l'Itz, la Milz et la Rodach.
Plusieurs barrages ont été édifiés dans l'arrondissement :
- le barrage de Schönbrunn sur la Schleuse (23,3MM de m3) ;
- le barrage d'Erletor sur l'Erle, affluent de la Schleuse (0,48MM de m3) ;
- le barrage de Ratscher sur la Schleuse (5,6MM de m3).

### Limites
en Thuringe :
- arrondissement de Schmalkalden-Meiningen à l'ouest
- ville indépendante de Suhl au nord
- arrondissement d'Ilm au nord
- arrondissement de Saalfeld-Rudolstadt à l'est
- arrondissement de Sonneberg à l'est

en Bavière : 
- arrondissement de Cobourg au sud-est
- arrondissement de Hassberge au sud
- arrondissement de Rhön-Grabfeld au sud-ouest

## Histoire

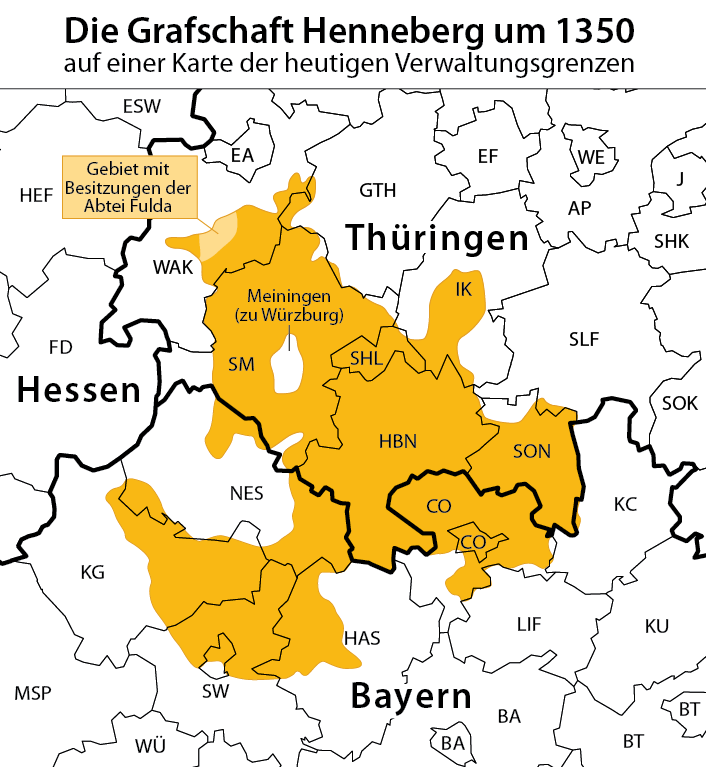
Le comté de Henneberg en 1350

L'arrondissement de Hildburghausen est en grande partie composé des territoires de l'ancien comté de Henneberg-Schleusingen, aujourd'hui dans l'arrondissement de Schmalkalden-Meiningen, et qui furent incorporés aux territoires des margraves de Misnie puis, après 1485, à ceux de la maison de Wettin.
En 1680, le duché de Saxe-Hildburghausen est créé à partir des territoires de l'ancien landgraviat de Thuringe et, en 1825, il est réuni au duché de Saxe-Meiningen par Bernard II de Saxe-Meiningen qui devient alors duc de Saxe-Meiningen-Hildburghausen.
Jusqu'en 1918, Hildburghausen est le siège d'un cercle du duché de Saxe-Meiningen. En 1900, ce cercle compte 128 communes, 57 883 habitants pour une superficie de 777,52 m2. Il compte 61 495 habitants en 1910.
La ville de Schleusingen est elle le chef-lieu d'un cercle du royaume de Prusse (province de Saxe) qui comprend aussi la ville de Suhl. En 1900, ce cercle compte 59 communes et 47 726 habitants pour une superficie de 458,04 km2. Il compte 55 189 habitants en 1910.
Ces territoires sont inclus dans le nouveau land de Thuringe en 1920 après la Première Guerre mondiale et la fin de l'Empire allemand.
Lors des élections législatives de mars 1933, le parti nazi (NSDAP) obtient 63,7 % des voix (soit nettement plus que ses 47 % au niveau du land), le parti conservateur (DNVP) 14 %, le parti social-démocrate (SPD) 12 %, le parti communiste (KPD) 8,3 % et le parti catholique du Zentrum 1,1 %.
Pendant l'époque communiste de la République démocratique allemande, de 1967 à 1990, le district de Suhl comprend les arrondissements de Suhl et de Hildburghausen. En 1994, l'arrondissement de Suhl est démembré et son territoire forme avec celui de l'ancien arrondissement de Hildburghausen l'arrondissement actuel.

## Armoiries
Les armes de l'arrondissement reprennent le souvenir des différents territoires historiques qui le constituent :
- le lion des margraves de Misnie ;
- le coq des comtes de Henneberg ;
- les pointes d'argent des évêques de Wurtzbourg.

## Démographie
Ancien arrondissement de Hildburghausen :
| 1890   | 1900   | 1910   | 1925   | 1933   | 1939   | 1955   | 1960   | 1975   |
| ------ | ------ | ------ | ------ | ------ | ------ | ------ | ------ | ------ |
| 53 710 | 57 883 | 61 495 | 60 239 | 61 993 | 61 424 | 63 700 | 64 640 | 61 640 |

| 1990   | - | - | - | - | - | - | - | - |
| ------ | - | - | - | - | - | - | - | - |
| 57 800 | - | - | - | - | - | - | - | - |

Ancien arrondissement de Schleusingen (avec la ville de Suhl) :
| 1890   | 1900   | 1910   | 1925   | 1933   | 1939   |
| ------ | ------ | ------ | ------ | ------ | ------ |
| 44 256 | 47 726 | 55 189 | 58 833 | 59 369 | 64 711 |

Arrondissement actuel de Hildburghausen (qui ne comprend la ville de Suhl) :
| 1995   | 2000   | 2005   | 2010   |
| ------ | ------ | ------ | ------ |
| 75 168 | 73 839 | 71 022 | 67 007 |

## Politique
Le commissaire de l'arrondissement est M.Thomas Müller (CDU), élu en 2009.
Le landrat compte 40 sièges de conseillers répartis comme suit aux élections de 2009.
| Parti                                    | Nombre de conseillers | Pourcentage de voix | Variation 2004-2009 |
| ---------------------------------------- | --------------------- | ------------------- | ------------------- |
| CDU                                      | 14                    | 34,9 %              | moins 6,4 %         |
| Die Linke                                | 10                    | 24,7 %              | moins 1,5 %         |
| FDP-FWG                                  | 8                     | 21,7 %              | plus 4,9 %          |
| SPD                                      | 6                     | 14,5 %              | plus 0,6 %          |
| BZH (Bündnis Zukunft Hildburghausen-NPD) | 1                     | 2,1 %               | plus 2,1 %          |
| Alliance 90/Les Verts                    | 1                     | 2,1 %               | plus 0,3 %          |

## Économie
L'arrondissement, très rural, a gardé une économie traditionnelle assez forte : traitement des métaux, travail du bois, fabrication de porcelaine et de verre.
Depuis la réunification de 1989, de nouvelles industries se sont implantées, notamment dans la sous-traitance pour de grands groupes : plastique, alimentation, automobile.
Le tourisme a également tendance à se développer, le potentiel étant important.

## Communications

### Voies ferrées
Hildburghausen et Schleusingen ont été reliées au réseau ferrée du duché de Saxe-Meiningen dès 1858 par la ligne joignant Eisenach à Cobourg par Meiningen, Themar et Eisfeld. En 1904, les chemins de fer prussiens permettaient la liaison entre Schleusingen, Ilmenau et Plaue.
En 1888, une ligne à voie étroite est mise en fonctionnement vers le sud et Lindenau. La ligne Römhild-Rentwertshausen est ouverte en 1893, Eisfeld-Sonneberg en 1909 et Schleusingen-Suhl en 1911.
Sur ce total de 145 km de lignes de voies ferrées, 110 sont actuellement fermés. La ligne Hildburghausen-Lindenau est démontée et envoyée en URSS en 1946 au titre des réparations de guerre. En 1968, le tronçon Römhild-Rentwertshausen est fermé, suivi en 1973 par la ligne Eisfeld-Schönnbrunn et, en 1997, par celle reliant Schleusingen à Suhl.
Aujourd'hui, les Chemins de Fer du Sud de la Thuringe entretiennent la liaison Meiningen-Themar-Hildburghausen-Eisfeld-Sonneberg. La Rennsteigbahn GmbH  Co KG. exploite la ligne Themar-Schleusingen-Rennsteg-Ilmenau pour des voyages touristiques.

### Routes
L'arrondissement compte 535 km de routes :
- 26 km d'autoroutes ;
- 77 km de routes nationales ;
- 167 km de routes régionales dépendant du land de Thuringe ;
- 265 km de routes dépendant directement de l'arrondissement.

L'arrondissement est traversé par l'autoroute A73 Suhl-Cobourg avec deux sorties à Schleusingen et Eisfeld.
Quatre routes nationales le parcourent :
- B4 Ilmenau-Schleusingen-Eisfeld-Cobourg, sens nord-sud ;
- B89 Meiningen-Hildburghausen-Eisfeld-Sonneberg, sens ouest-est ;
- B287 Schleusingen-Suhl, sens sud-nord ;
- B281 Eisfeld-Saalfeld, sens ouest-est.

## Villes, communes & communautés d'administration

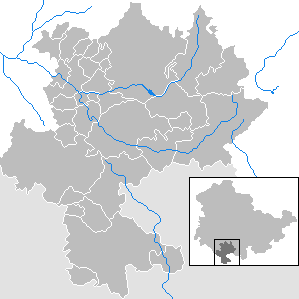
Les communes de l'arrondissement.

¹ Commune qui remplit les fonctions administratives pour d'autres communes
| Villes (population en 2007) - Hildburghausen (12 112) - ¹Schleusingen (5 609) - ¹Eisfeld (5 685) - Themar (3 052) - Bad Colberg-Heldburg (2 205) - Römhild (7 019) en 2013 - Ummerstadt (522) | Communes indépendantes - ¹Auengrund (3 339) - Gleichamberg (2 966) - Masserberg (2 680) - Nahetal-Waldau (3 257) - Schleusegrund (3 245) - Veilsdorf (3 093) | Communes dont les fonctions administratives sont remplies par une autre commune (Les villes entre parenthèses sont celles qui remplissent les fonctions administratives) : - Brünn (Auengrund) (456) - Sachsenbrunn (Eisfeld depuis janvier 2012), (2 221) - Sankt Kilian (Schleusingen) (3 102) |

Communautés d'administration
*Siège de la communauté 
| Verwaltungsgemeinschaft Feldstein (5 380) * Le siège de la communauté se trouve dans la ville de Themar qui n'en fait pourtant pas partie. 1. Ahlstädt (144) 2. Beinerstadt (393) 3. Bischofrod (200) 4. Dingsleben (273) 5. Ehrenberg (207) 6. Eichenberg (189) 7. Grimmelshausen (198) 8. Grub (194) 9. Henfstädt (390) 10. Kloster Veßra (343) 11. Lengfeld (458) 12. Marisfeld (443) 13. Oberstadt (403) 14. Reurieth (933) 15. Schmeheim (331) 16. Sankt Bernhard (281) | Verwaltungsgemeinschaft Heldburger Unterland (8 262) 1. Bad Colberg-Heldburg * (2 205) 2. Gompertshausen (507) 3. Hellingen (1 099) 4. Schlechtsart (173) 5. Schweickershausen (151) 6. Straufhain (3 003) 7. Ummerstadt, Stadt (522) 8. Westhausen (602) |